# Soldier of Love (chanson)
Pour les articles homonymes, voir Soldier of Love.
Singles de Sade
King of Sorrow
(2001) Babyfather
(2010)
Pistes de Soldier of Love
The Moon and The Sky Morning Bird
Soldier of Love est un single du groupe anglais Sade. Il est diffusé pour la première fois le 8 décembre 2009 et il sort numériquement sur iTunes le 12 janvier 2010. Il est également le premier nouveau disque du groupe en près de dix ans qui précède leur très attendu sixième album studio du même nom qui est sorti dans le monde entier le 8 février 2010. La chanson s'est classé à la première place du Billboard Adult R'n'B. La chanson débute à la 58e place du Billboard Hot 100 et devient le meilleur début d'un single du groupe dans le classement. Il prend finalement la 52e place ce qui en fait le single du groupe le mieux classé depuis No Ordinary Love en 1992. La chanson apparaît dans la compilation Now That's What I Call the Modern Songbook.

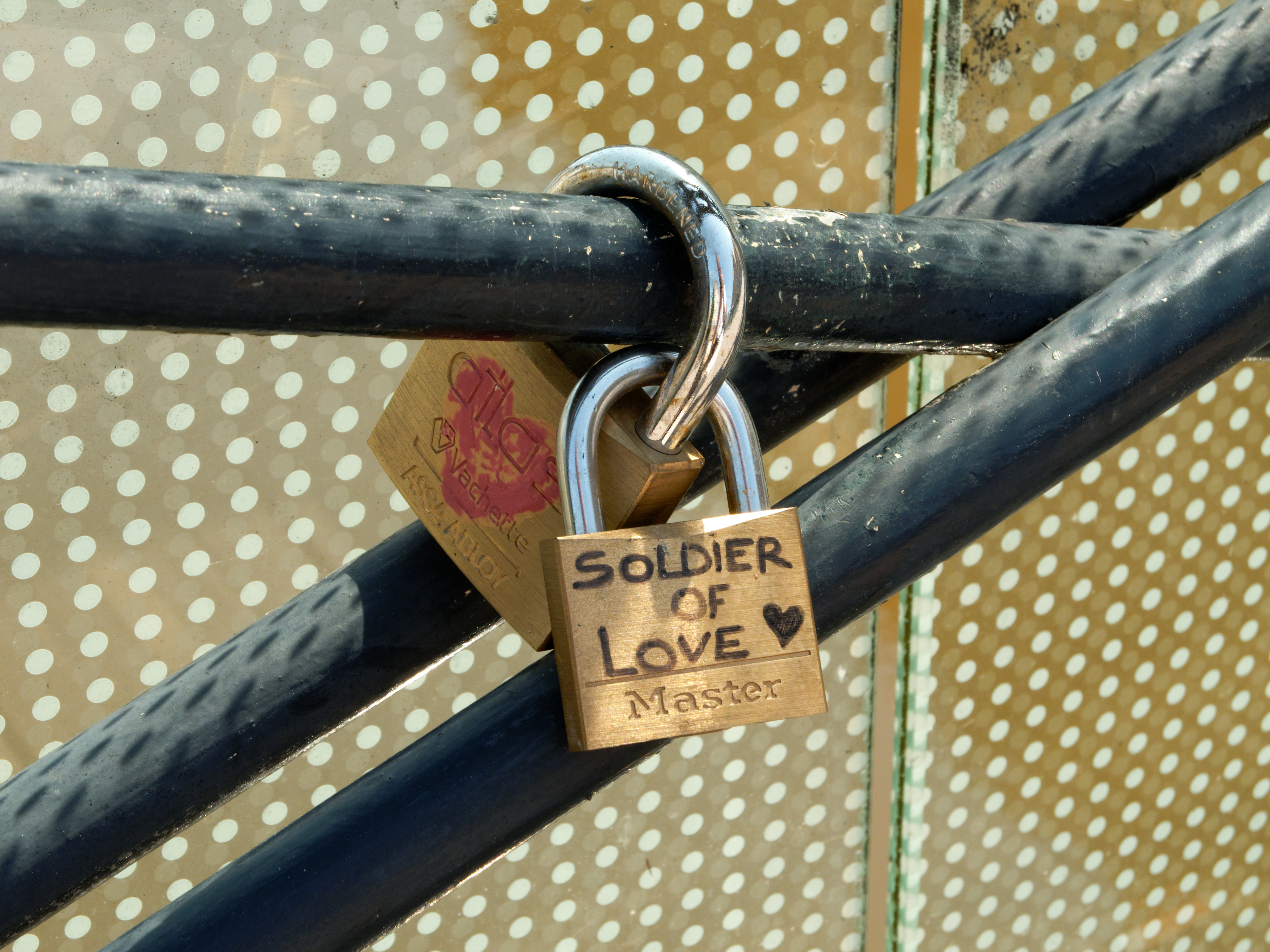
Sur une passerelle rennaise, un cadenas d'amour où est écrit Soldier of Love

La piste gagne le Grammy Award de la meilleure performance R'n'B pour un duo ou un groupe avec chants lors de la 53e cérémonie des Grammy Awards.

## Informations
La chanson est écrite par Sade Adu avec les autres membres du groupe et est enregistrée à la fin de l'été 2009. Le remix comprend MC Israel The ILLa Real sur deux couplets. La chanson débute à la 49e place dans les classements R'n'B du Billboard le 9 décembre moins d'une journée après la présentation de la chanson sur le site web de Sade. La chanson a également été utilisée pour promouvoir la sixième et dernière saison de la série télévisée  Lost qui a été diffusée pour la première fois aux États-Unis le 2 février 2010.

## Réception critique

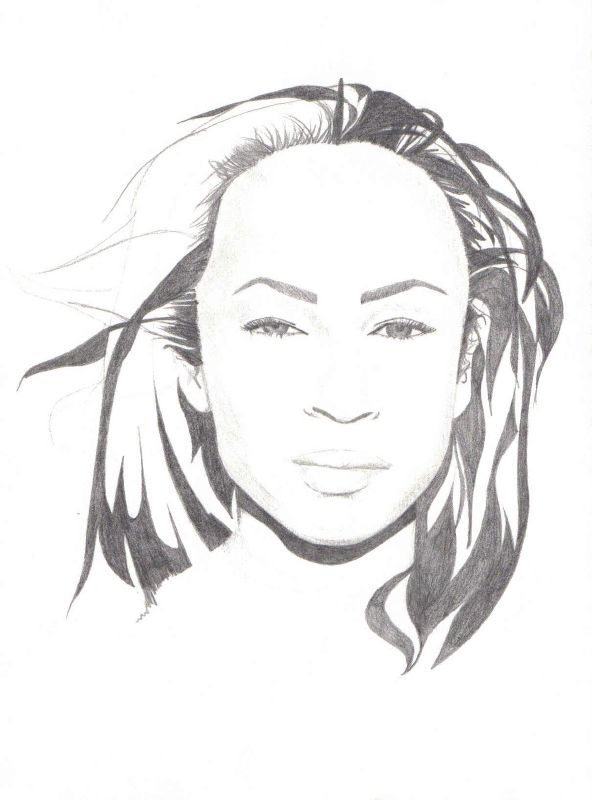
Pour Pitchfork, la chanteuse Sade Adu a une voix incomparable.

Soldier of Love a été accueillie favorablement par la critique musicale qui salue le comeback de groupe. Pitchfork salue la « voix incomparable » de la chanteuse « qui sonne comme posé avec passion comme sur Diamond Life de 1984. » The Hollywood Reporter donne également un avis positif en disant que « C'est peut être qu'un avant-goût de ce qui est à venir, mais le dernier de Sade a certainement l'attention de ce qu'il écoute. ». Digital Spy note la chanson avec quatre étoiles sur cinq et l'a décrit comme « un peu de révélation - une riche symphonie de pop atmosphérique. » Rolling Stone l'appelle une « ballade formidable d'une totale dévastation émotionnelle » ainsi que c'est un « classique de Sade - une chanson cool et calme. ».

## Ventes
Le single est diffusé en radio à partir du mardi 8 décembre 2009 et après seulement une journée de diffusion, la chanson rentre à la 49e place du classement du 19 décembre 2009 du Billboard Hot R&B/Hip-Hop Songs américain.
La piste débute à la 11e position du classement Urban Hot AC ce qui en fait leur meilleur début de la décennie et leur troisième meilleur début de tous les temps dans ce classement.
Il débute également à la 58e place du Billboard Hot 100 mais ne rentre pas dans le top 50 et reste dans le classement pendant onze semaines. Depuis cela, la chanson a pris la sixième place du Hot R&B/Hip-Hop Songs ce qui en fait officiellement leur première apparition dans le top dix du classement depuis 1992 où leur chanson No Ordinary Love avait pris la neuvième place. La chanson devient également le premier numéro un du groupe dans le classement américain Adult R&B. La chanson passe de la troisième à la première place dans sa sixième semaine ce qui en fait la plus rapide ascension à la première place depuis Anita Baker qui avait pris la première place en cinq semaines avec sa chanson You're My Everything en 2004. La chanson prend également la quatrième place dans le classement digital Itunes en Grèce. Soldier of Love devient également la première chanson vocale à prendre la première place du classement Smooth Jazz Top 20 puisque chacun des 45 leaders précédents du classement étaient instrumentaux.

## Clip vidéo
Le clip vidéo de Soldier of Love est vu pour la première fois en ligne sur Amazon.com le 10 janvier 2010. Il est réalisé par la réalisatrice anglaise Sophie Muller et chorégraphié par Fatima Robinson. La vidéo, qui est riche en symboles étranges, a laissé de nombreux téléspectateurs qui se demandant ce que cela signifie. Il a un paysage désertique et contient des soldats qui dansent et qui marchent avec le rythme de la chanson, avec Sade dans un style rodéo comme elle chevauche un étalon blanc, avec des explosions de feu avec une lente combustion derrière. Sade dit que les soldats dans la vidéo représentent ses émotions « dans le champ de bataille de la vie ».

## Cinéma
La chanson est le générique de fin du film The Lady de Luc Besson sur la vie d'Aung San Suu Kyi.

## Liste des pistes
| 1. | Soldier of Love               | S. Adu, S. Matthewman, P.S. Denman, A. Hale, P.A. Cook | 5:58 |
| 2. | Flow (de l'album Lovers Rock) | S. Adu, S. Matthewman, P.S. Denman, A. Hale            | 4:34 |

| 1. | Soldier of Love (Version Radio) | S. Adu, S. Matthewman, P.S. Denman, A. Hale, P.A. Cook | 4:33 |

## Classement
| Classement (2010)                       | Meilleure position |
| --------------------------------------- | ------------------ |
| Belgique (Flandre Ultratop 50 Singles)  | 47                 |
| Belgique (Wallonie Ultratop 50 Singles) | 9                  |
| Canada (Hot 100)                        | 84                 |
| France (SNEP Téléchargement)            | 37                 |
| Japon (Hot 100)                         | 9                  |
| Espagne (PROMUSICAE)                    | 48                 |
| États-Unis (Hot 100)                    | 52                 |
| États-Unis (R&B/Hip-Hop Songs)          | 6                  |
| Billboard Jazz Songs                    | 1                  |
| Suède (Sverigetopplistan)               | 23                 |
| Suisse (Schweizer Hitparade)            | 25                 |
| Royaume-Uni                             | 123                |

| Classement (2010)               | Position |
| ------------------------------- | -------- |
| Billboard Smooth Jazz Songs     | 16       |
| Billboard Hot R&B/Hip-Hop Songs | 37       |

## Historique des sorties
| Pays        | Date            | Format                    | Label      |
| ----------- | --------------- | ------------------------- | ---------- |
| États-Unis  | 8 décembre 2009 | Diffusion                 | Sony Music |
| États-Unis  | 12 janvier 2010 | Téléchargement, CD Single | Sony Music |
| Royaume-Uni | 8 février 2010, | Téléchargement, Vinyle    | Sony Music |